# Połoniny (województwo warmińsko-mazurskie)
Połoniny – przysiółek w Polsce, położony w województwie warmińsko-mazurskim, w powiecie elbląskim, w gminie Tolkmicko, na obszarze Parku Krajobrazowego Wysoczyzny Elbląskiej, przy trasie drogi wojewódzkiej nr 503.
W latach 1975–1998 przysiółek administracyjnie należał do województwa elbląskiego.
W przysiółku rozłożysty dwór, którego architektura jest bezstylowa, posiada dużą oficynę, obecnie mieści szkołę ogrodniczą. Na skraju wsi zespół ozdobnych kurników
Występuje również wariant nazewniczy Płoniny.